# Adam Kowalski
Adam Kowalski (né le 19 décembre 1912 à Stanislau en Autriche-Hongrie (aujourd'hui Ivano-Frankivsk en Ukraine)) et mort le 9 décembre 1971 à Cracovie est un joueur polonais de hockey sur glace et de handball à onze.

## Biographie

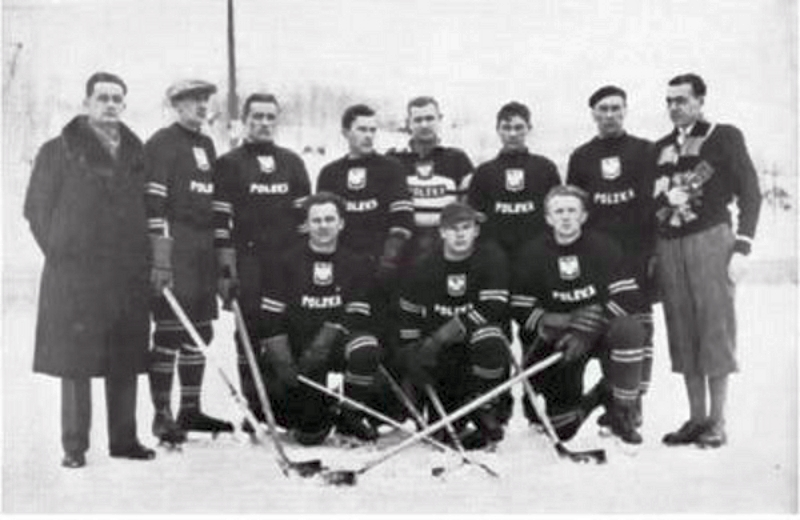
Équipe polonaise aux JO de 1932.

Pratiquant plusieurs sports tels le basket-ball ou le water-polo, il devient en 1933 champion de Pologne en handball à onze.
En club, il remporte avec le Cracovia, le Championnat de Pologne de hockey sur glace en 1937, 1946, et 1949. 
Il participe aux épreuves de Hockey sur glace aux Jeux olympiques de 1932, 1936, et 1948.
Il est fait prisonnier de guerre par les Allemands pendant la Seconde Guerre mondiale.